# WASP-49
WASP-49是一顆在主序帶的黃矮星，表面溫度是5,600K。WASP-49 缺乏重元素，相對於太陽的金屬量Fe/H指數為 -0.23，這意味著它含有的鐵是太陽的59%。

## 行星系統
在2011年，發現它有一顆行星，命名為WASP-49b。在2017年，發現它有一個廣泛的鈉包層。在2019年，一項使用哈伯太空望遠鏡的近紫外線數據的研究，發現包括鎂和鐵等金屬引起的明顯吸收特徵。鎂和鐵不是因為引力被行星拘束住，而可能是被行星的磁性束縛著。WASP-49b周圍的鈉包層可能來自類似埃歐的系外衛星 。這個新想法很有趣，但也頗具投機性。